# Cadoneghe
Cadoneghe es una comuna italiana, de 15.880 habitantes, de la provincia de Padua, en la región del Véneto. La sede comunal está situada en la fracción de Mejaniga.

## Lugares de interés
- La iglesia de Cadoneghe está dedicada a Andrés el Apóstol.
- Aquí se encuentran algunas villas de antiguos señores venecianos de relevante interés cultural. La más famosa es Villa Da Ponte situada en la calle que va a Reschigliano. Otras villas importantes son Villa Augusta en Bagnoli y Villa Riello-Mocenigo y Villa Ghedini en Cadoneghe.

## Evolución demográfica
| Gráfica de evolución demográfica de Cadoneghe entre 1861 y 2001 |
|                                                                 |
| Fuente ISTAT - elaboración gráfica de Wikipedia                 |